# Pardosa thalassia
Pardosa thalassia là một loài nhện trong họ Lycosidae.
Loài này thuộc chi Pardosa. Pardosa thalassia được Tord Tamerlan Teodor Thorell miêu tả năm 1891.